# HK Partizan Beograd
HK Partizan je srbijanski klub hokeja na ledu iz Beograda. Dio je športskog društva Partizan. Osnovan je 1948. i natječe se u Srbijanskoj hokejskoj ligi.

## Trofeji
- Nacionalni prvak (20)
  - Prvenstvo SFR Jugoslavije (7): 1948., 1951., 1952., 1953., 1954., 1955., 1985./86.
  - Prvenstvo SR Jugoslavije (2): 1993./94., 1994./95.
  - Prvenstvo Srbije i Crne Gore (1): 2005./06.
  - Prvenstvo Srbije (10): 2006./07., 2007./08., 2008./09., 2009./10., 2010./11., 2011./12., 2012./13., 2013./14., 2014./15., 2015./16.

- Nacionalni kup (3)
  - Kup SFR Jugoslavije (2): 1966., 1986.
  - Kup SR Jugoslavije (1): 1995.

- Regionalna natjecanja (3)
  - Balkanska liga (1): 1994./95.
  - Slohokej Liga (2): 2010./11., 2011./12.